# Julinho Nascimento
Júlio César da Conceição Nascimento, mais conhecido como Julinho Nascimento (Rio de Janeiro, 11 de junho de 1973) é um mestre-sala de escola de samba brasileiro, quatro vezes campeão da primeira divisão do carnaval carioca e outras quatro vezes campeão da segunda divisão. Também é vencedor de cinco Estandartes de Ouro, considerado o "Óscar do carnaval", além de outras diversas premiações.
Filho de Edelzuíta da Conceição e do compositor Velha da Portela, desde cedo frequentava escolas de samba. Estreou na escola de samba mirim Corações Unidos do Ciep. Foi segundo mestre-sala da Tradição, até assumir o primeiro posto, em 1990. Dançou por três anos com sua madrinha, a porta-bandeira Vilma Nascimento, e depois mais treze anos com a filha dela, Danielle Nascimento.
A partir de 2008, passou a dançar com a porta-bandeira Rute Alves, com quem forma uma parceira há mais de dez anos. Nesse período conquistou quatro campeonatos e diversos prêmios, além de notas máximas dos jurados do carnaval.
Julinho é professor de educação física, formado pela Universidade Estadual do Rio de Janeiro (UERJ). O mestre-sala tem três filhos, frutos do relacionamento com sua esposa Cláudia.

## Biografia

### 1973-1990: Infância e estreia no carnaval

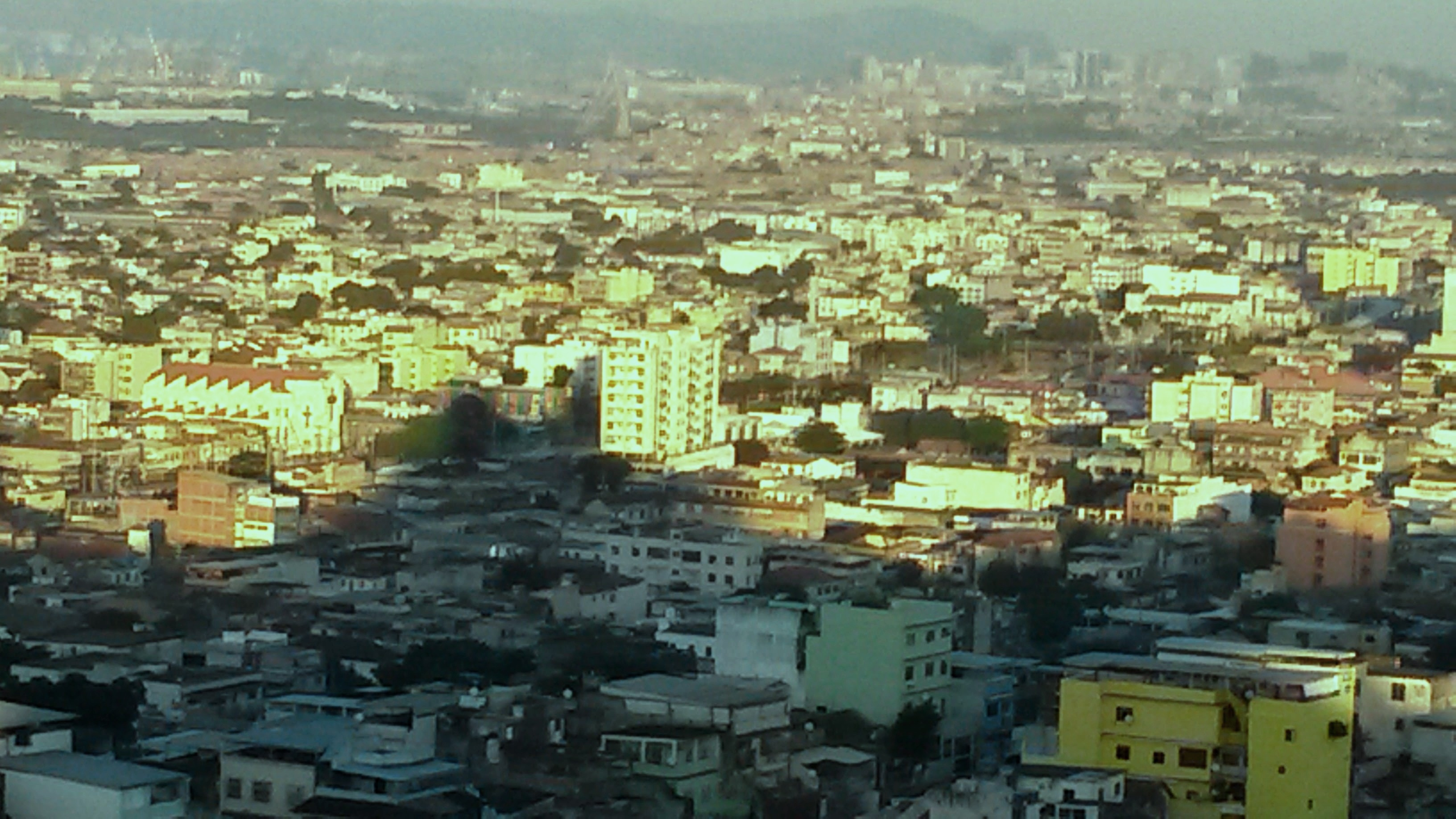
Bairro de Ramos, onde Julinho foi criado, sob a sombra da Igreja da Penha.

Júlio César da Conceição Nascimento nasceu no dia 11 de junho de 1973, no Rio de Janeiro. Filho de Edelzuíta da Conceição Nascimento, a Dona Delza, e Eusébio Nascimento, o Velha da Portela, Julinho foi criado no bairro de Ramos, na Zona Norte do Rio. O envolvimento com o samba e o carnaval vem de berço. Sua mãe desfilava na escola de samba Imperatriz Leopoldinense, tendo participado da primeira comissão de frente totalmente formada por mulheres. Seu pai foi eleito Cidadão Samba em 1983, além de presidente da ala de compositores da Portela e um dos autores do samba-enredo "O Mundo Melhor de Pixinguinha". Seu tio, Niltinho Tristeza, foi compositor da Imperatriz e um dos autores do samba-enredo campeão de 1989, "Liberdade, Liberdade, Abre as Asas Sobre Nós!". A ex porta-bandeira Vilma Nascimento é sua madrinha de batismo. Julinho aprendeu a sambar com o pai, quem ele descreve como um "sambista nato". Frequentando as quadras de escolas de samba, passou a se interessar pela dança do casal de mestre-sala e porta-bandeira. Na Imperatriz, assistiu inúmeras apresentações de Chiquinho e Maria Helena. Também tinha como referência, a madrinha Vilma, com quem sonhava um dia dançar.
Julinho estreou no carnaval em 1986, como mestre-sala da Corações Unidos do Ciep, escola de samba mirim fundada no ano anterior. Nos carnavais de 1988 e 1989, desfilou como segundo mestre-sala da Tradição, escola onde sua madrinha Vilma era a primeira porta-bandeira. Com o desligamento do mestre-sala Paulo Roberto da Tradição, Vilma chamou o afilhado para assumir o primeiro posto. Em 1990, aos dezesseis anos, Julinho estreou como primeiro mestre-sala de uma escola de samba, e realizou o sonho de dançar com sua madrinha Vilma Nascimento. O pai de Julinho morreu logo após o carnaval daquele ano.

"Desfilar pela primeira vez com minha madrinha Vilma Nascimento, dias antes do meu pai falecer e ter tido a oportunidade de receber dele um agradecimento pelo meu empenho e desempenho na Avenida foi inesquecível. Prometi a ele que um dia seria reconhecido como um grande sambista, assim como ele foi."— Julinho sobre a morte do pai.

### 1991-2005: Passagem pela Tradição

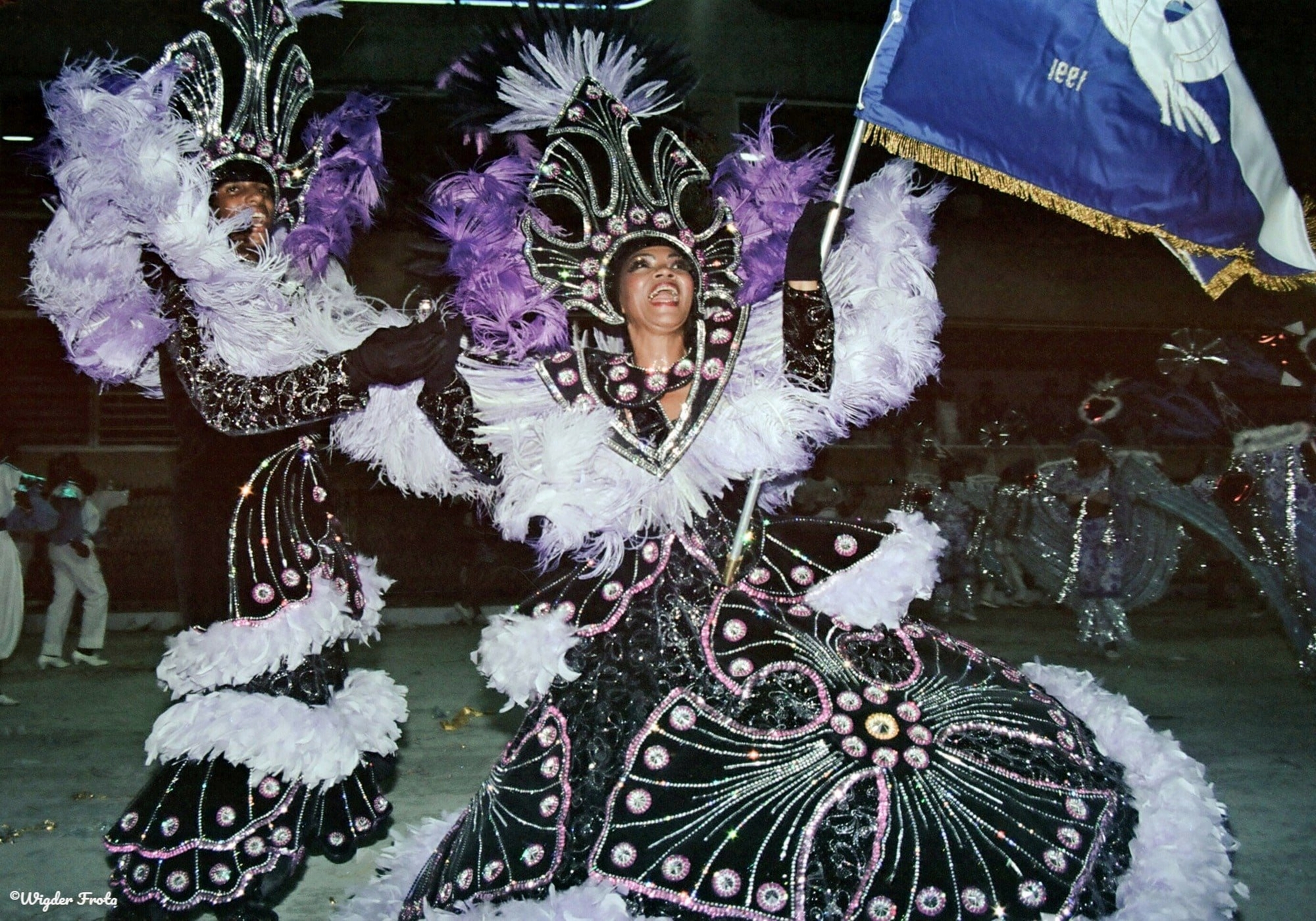
Julinho e sua madrinha, Vilma Nascimento, no desfile de 1991 da Tradição.

Em 1991, novamente Julinho dançou com Vilma. A Tradição venceu o Grupo A, sendo promovida à primeira divisão do carnaval. No ano seguinte, em 1992, madrinha e afilhado dançaram juntos pela última vez. Julinho fez sua estreia na primeira divisão do carnaval, mas a Tradição foi rebaixada novamente para o Grupo A. Após o carnaval, Vilma decidiu se aposentar. Para ocupar seu lugar, Vilma indicou sua filha, Danielle Nascimento. No primeiro ano em que dançaram juntos, Julinho e Danielle foram campeões do Grupo A com a Tradição. No ano seguinte, em 1994, a Tradição conquistou sua melhor colocação até então, o sexto lugar da primeira divisão. Em 1996 a escola foi novamente rebaixada. Em 1997, Julinho e Danielle venceram mais uma vez o Grupo A com a Tradição. De volta ao Grupo Especial em 1998, Julinho e Danielle conquistaram a nota máxima de todos os jurados pela primeira vez. Além deles, apenas Chiquinho e Maria Helena da Imperatriz e Giovanna e Marquinhos da Mangueira, receberam cinco notas máximas. O fato se repetiu em 2000, quando Julinho e Danielle foram um dos três casais a conquistarem a pontuação máxima dos jurados. Nesta época, a Tradição acumulava resultados abaixo do décimo lugar, perto da zona de rebaixamento. A exceção foi em 2001, quando a escola homenageou Silvio Santos, conquistando o oitavo lugar. Em 2005, a escola não conseguiu escapar do rebaixamento. Pela primeira vez, desde o início da parceria, Julinho e Danielle não receberam nenhuma nota dez.

### 2006-2013: Viradouro e Vila Isabel

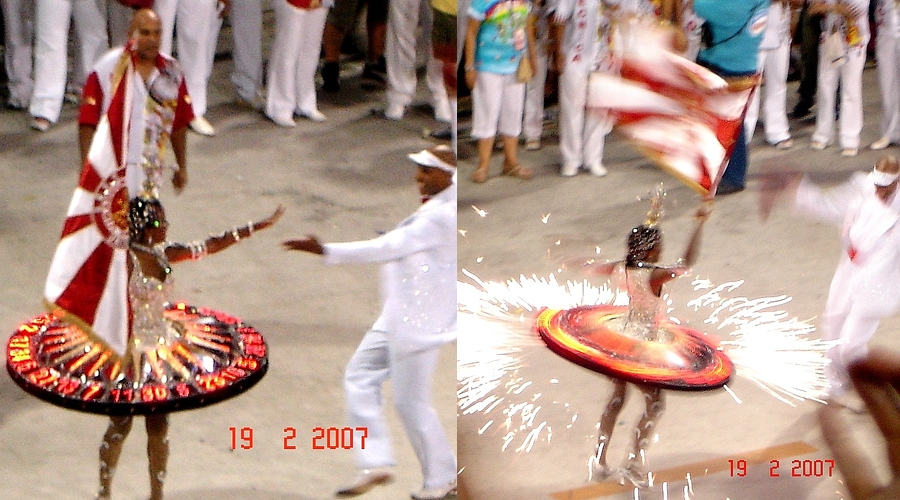
Desfile da Viradouro em 2007. Inovação na roupa não foi bem aceita pelos jurados.

Para o carnaval de 2006, Danielle seguiu na escola, enquanto Julinho se transferiu para a Viradouro, onde ficou por dois anos. Em 2007, no desfile sobre jogos, do carnavalesco Paulo Barros, Julinho e a porta-bandeira Simone se apresentaram com fantasias pouco convencionais. A saia da porta-bandeira reproduzia uma roleta, que quando girava, soltava faíscas. Julinho representava um crupiê. A indumentária desagradou o júri e o casal perdeu sete décimos. Tijuca e Viradouro empataram em pontos totais. Em 2008, Julinho se transferiu para a Unidos de Vila Isabel, onde passou a dançar com a porta-bandeira Rute Alves. Pelo seu desempenho no carnaval de 2009, Julinho recebeu o prêmio Estandarte de Ouro, considerado o "Óscar do carnaval". A Vila Isabel se classificou na quarta colocação. Em 2010, novamente Julinho foi premiado pelo Estandarte, dessa vez, junto com sua porta-bandeira, Rute. A Vila ficou de novo em quarto lugar. Em 2011, Julinho conquistou seu terceiro Estandarte de Ouro consecutivo. A Vila novamente ficou em quarto lugar. Em 2012, pela primeira vez, o casal conquistou nota máxima dos jurados. Os dois também receberam mais um Estandarte de Ouro, sendo o quarto consecutivo de Julinho. A Vila ficou em terceiro lugar com um elogiado desfile sobre Angola. No ano seguinte, em 2013, a Vila venceu o carnaval e Julinho conquistou seu primeiro título de campeão na primeira divisão. Mais uma vez, o mestre-sala e Rute conquistaram a nota máxima de todos os jurados.

### 2014-presente: Títulos na Tijuca e na Viradouro

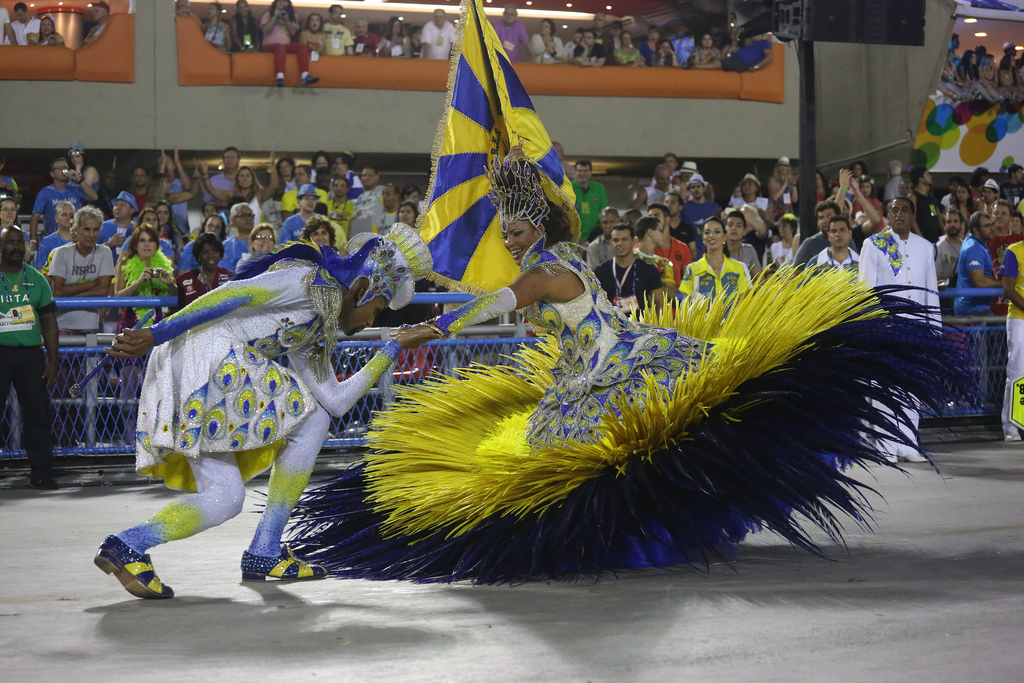
Julinho e Rute no desfile campeão da Tijuca em 2014.

Após o campeonato conquistado, a Vila Isabel sofreu um debandada de profissionais. Além da carnavalesca Rosa Magalhães, do intérprete Tinga e do coreógrafo Marcelo Misailidis, Julinho e Rute também se desligaram da agremiação e se transferiram para a Unidos da Tijuca. No primeiro ano na nova escola, Julinho e Rute foram campeões, novamente conquistando a nota máxima de todos os jurados. Foi o segundo título de Julinho no Grupo Especial. Em 2016 foram vice-campeões, ainda com a Unidos da Tijuca. No carnaval de 2017, participaram do trágico desfile da Tijuca, onde diversas pessoas ficaram feridas com a queda da estrutura de uma das alegorias da escola. De acordo com o laudo pericial, a responsável pelo acidente foi uma empresa de equipamentos hidráulicos contratada para cuidar da engrenagem de sustentação da alegoria. A escola foi inocentada. O casal alegou ter sido prejudicado com o vento do helicóptero da Rede Globo, que fazia imagens aéreas do acidente. Após o carnaval o casal se desligou da escola. Para o carnaval de 2018, Julinho acertou seu retorno à Viradouro, dessa vez, com Rute Alves. Juntos, conquistaram o campeonato da Série A, a segunda divisão do carnaval. Em 2019, no retorno à primeira divisão, Julinho e Rute conquistaram a nota máxima de todos os jurados e foram vice-campeões com a Viradouro. No carnaval de 2020, o casal novamente conquistou a nota máxima e a Viradouro sagrou-se campeã do Grupo Especial. Foi o terceiro título de Julinho na elite do carnaval. O casal também recebeu o prêmio Estrela do Carnaval. Em 2025, recebeu seu quinto Estandarte de Ouro e garantiu a nota máxima de todos os jurados o carnaval.

## Carnavais
Abaixo, a lista de carnavais de Julinho e seu desempenho em cada ano.
| Legenda: 0 Nota descartada N Escola foi campeã * Sem informação disponível |

| Ano  | Divisão  | Escola de Samba       | Classificação          | Porta-Bandeira      | Notas               | Notas               | Notas               | Notas               | Notas               | Ref.          |
| ---- | -------- | --------------------- | ---------------------- | ------------------- | ------------------- | ------------------- | ------------------- | ------------------- | ------------------- | ------------- |
| 1988 | Grupo 1  | Tradição              | 8.º lugar              | *                   | Segundo mestre-sala | Segundo mestre-sala | Segundo mestre-sala | Segundo mestre-sala | Segundo mestre-sala | [ 32 ] [ 33 ] |
| 1989 | Grupo 1  | Tradição              | 16.º lugar (rebaixada) | *                   | Segundo mestre-sala | Segundo mestre-sala | Segundo mestre-sala | Segundo mestre-sala | Segundo mestre-sala | [ 34 ] [ 33 ] |
| 1990 | Grupo A  | Tradição              | 4.º lugar              | Vilma Nascimento    | *                   | *                   | *                   | *                   | *                   | [ 35 ] [ 36 ] |
| 1991 | Grupo A  | Tradição              | Campeã                 | Vilma Nascimento    | *                   | *                   | *                   | *                   | *                   | [ 37 ] [ 36 ] |
| 1992 | Especial | Tradição              | 14.º lugar (rebaixada) | Vilma Nascimento    | 10                  | 9,5                 | 9                   | -                   | -                   | [ 38 ] [ 39 ] |
| 1993 | Grupo A  | Tradição              | Campeã                 | Danielle Nascimento | *                   | *                   | *                   | *                   | *                   | [ 40 ] [ 33 ] |
| 1994 | Especial | Tradição              | 6.º lugar              | Danielle Nascimento | 10                  | 9,5                 | 9                   | -                   | -                   | [ 41 ] [ 42 ] |
| 1995 | Especial | Tradição              | 13.º lugar             | Danielle Nascimento | 10                  | 10                  | 10                  | 9,5                 | 9,5                 | [ 43 ] [ 44 ] |
| 1996 | Especial | Tradição              | 16.º lugar (rebaixada) | Danielle Nascimento | 10                  | 10                  | 10                  | 9,5                 | 9                   | [ 45 ] [ 46 ] |
| 1997 | Grupo A  | Tradição              | Campeã                 | Danielle Nascimento | *                   | *                   | *                   | *                   | *                   | [ 47 ] [ 33 ] |
| 1998 | Especial | Tradição              | 11.º lugar             | Danielle Nascimento | 10                  | 10                  | 10                  | 10                  | 10                  | [ 48 ] [ 9 ]  |
| 1999 | Especial | Tradição              | 12.º lugar             | Danielle Nascimento | 10                  | 10                  | 8,5                 | -                   | -                   | [ 49 ] [ 50 ] |
| 2000 | Especial | Tradição              | 12.º lugar             | Danielle Nascimento | 10                  | 10                  | 10                  | -                   | -                   | [ 51 ] [ 10 ] |
| 2001 | Especial | Tradição              | 8.º lugar              | Danielle Nascimento | 10                  | 9,5                 | 9,5                 | -                   | -                   | [ 11 ] [ 52 ] |
| 2002 | Especial | Tradição              | 13.º lugar             | Danielle Nascimento | 10                  | 10                  | 9,8                 | 9,6                 | -                   | [ 53 ] [ 54 ] |
| 2003 | Especial | Tradição              | 13.º lugar             | Danielle Nascimento | 10                  | 9,9                 | 9,8                 | 9,7                 | -                   | [ 55 ] [ 56 ] |
| 2004 | Especial | Tradição              | 12.º lugar             | Danielle Nascimento | 10                  | 10                  | 9,9                 | 9,8                 | -                   | [ 57 ] [ 58 ] |
| 2005 | Especial | Tradição              | 14.º lugar (rebaixada) | Danielle Nascimento | 9,9                 | 9,9                 | 9,9                 | 9,8                 | -                   | [ 59 ] [ 12 ] |
| 2006 | Especial | Unidos do Viradouro   | 3.º lugar              | Patrícia Gomes      | 10                  | 9,9                 | 9,9                 | 9,8                 | -                   | [ 60 ] [ 61 ] |
| 2007 | Especial | Unidos do Viradouro   | 5.º lugar              | Simone Pereira      | 10                  | 9,8                 | 9,8                 | 9,7                 | -                   | [ 62 ] [ 15 ] |
| 2008 | Especial | Unidos de Vila Isabel | 9.º lugar              | Rute Alves          | 10                  | 10                  | 9,9                 | 9,9                 | -                   | [ 63 ] [ 64 ] |
| 2009 | Especial | Unidos de Vila Isabel | 4.º lugar              | Rute Alves          | 10                  | 10                  | 10                  | 9,8                 | -                   | [ 65 ] [ 66 ] |
| 2010 | Especial | Unidos de Vila Isabel | 4.º lugar              | Rute Alves          | 10                  | 10                  | 10                  | 9,9                 | 9,8                 | [ 67 ] [ 68 ] |
| 2011 | Especial | Unidos de Vila Isabel | 4.º lugar              | Rute Alves          | 10                  | 10                  | 9,9                 | 9,9                 | 9,8                 | [ 69 ] [ 70 ] |
| 2012 | Especial | Unidos de Vila Isabel | 3.º lugar              | Rute Alves          | 10                  | 10                  | 10                  | 10                  | -                   | [ 71 ] [ 72 ] |
| 2013 | Especial | Unidos de Vila Isabel | Campeã                 | Rute Alves          | 10                  | 10                  | 10                  | 10                  | -                   | [ 73 ] [ 20 ] |
| 2014 | Especial | Unidos da Tijuca      | Campeã                 | Rute Alves          | 10                  | 10                  | 10                  | 10                  | -                   | [ 74 ] [ 22 ] |
| 2015 | Especial | Unidos da Tijuca      | 4.º lugar              | Rute Alves          | 10                  | 9,9                 | 9,8                 | 9,7                 | -                   | [ 75 ] [ 76 ] |
| 2016 | Especial | Unidos da Tijuca      | Vice-campeã            | Rute Alves          | 10                  | 10                  | 9,9                 | 9,9                 | -                   | [ 77 ] [ 78 ] |
| 2017 | Especial | Unidos da Tijuca      | 11.º lugar             | Rute Alves          | 10                  | 9,9                 | 9,8                 | 9,7                 | -                   | [ 79 ] [ 80 ] |
| 2018 | Série A  | Unidos do Viradouro   | Campeã                 | Rute Alves          | 10                  | 10                  | 10                  | 9,9                 | -                   | [ 81 ] [ 82 ] |
| 2019 | Especial | Unidos do Viradouro   | Vice-campeã            | Rute Alves          | 10                  | 10                  | 10                  | 10                  | -                   | [ 83 ] [ 28 ] |
| 2020 | Especial | Unidos do Viradouro   | Campeã                 | Rute Alves          | 10                  | 10                  | 10                  | 10                  | 10                  | [ 29 ]        |
| 2022 | Especial | Unidos do Viradouro   | 3.º lugar              | Rute Alves          | 9,9                 | 9,9                 | 10                  | 10                  | 10                  | [ 84 ]        |
| 2023 | Especial | Unidos do Viradouro   | Vice-campeã            | Rute Alves          | 10                  | 9,9                 | 10                  | 10                  | -                   | [ 85 ]        |
| 2024 | Especial | Unidos do Viradouro   | Campeã                 | Rute Alves          | 10                  | 9,9                 | 10                  | 10                  | -                   | [ 86 ]        |
| 2025 | Especial | Unidos do Viradouro   | 4.º lugar              | Rute Alves          | 10                  | 10                  | 10                  | 10                  | -                   | [ 87 ] [ 88 ] |
| 2026 | Especial | Unidos do Viradouro   |                        | Rute Alves          |                     |                     |                     |                     |                     |               |

## Títulos e estatísticas
| Divisão        | Campeonato | Ano                     | Vice | Ano               | Terceiro lugar | Ano               |
| -------------- | ---------- | ----------------------- | ---- | ----------------- | -------------- | ----------------- |
| Grupo Especial | 4          | 2013, 2014, 2020 e 2024 | 3    | 2016, 2019 e 2023 | 3              | 2006, 2012 e 2022 |
| Grupo A        | 4          | 1991, 1993, 1997 e 2018 | 0    | -                 | 0              | -                 |

## Premiações
Abaixo, a lista de prêmios recebidos por Julinho em sua carreira no carnaval.
- Estandarte de Ouro

1. 2009 - Melhor mestre-sala (Vila Isabel) [2][16]
2. 2010 - Melhor mestre-sala (Vila Isabel) [2][17]
3. 2011 - Melhor mestre-sala (Vila Isabel) [2][18]
4. 2012 - Melhor mestre-sala (Vila Isabel) [2][19]
5. 2025 - Melhor mestre-sala (Viradouro) [31]

- Estrela do Carnaval

1. 2009 - Melhor casal de mestre-sala e porta-bandeira (com Rute - Vila Isabel) [89]
2. 2020 - Melhor casal de mestre-sala e porta-bandeira (com Rute - Viradouro) [30]
3. 2024 - Melhor casal de mestre-sala e porta-bandeira (com Rute - Viradouro) [90]

- Gato de Prata

1. 2011 - Melhor casal de mestre-sala e porta-bandeira (com Rute - Vila Isabel) [91]
2. 2012 - Melhor casal de mestre-sala e porta-bandeira (com Rute - Vila Isabel) [92]
3. 2018 - Melhor casal de mestre-sala e porta-bandeira (com Rute - Viradouro) [93]
4. 2020 - Melhor casal de mestre-sala e porta-bandeira (com Rute - Viradouro) [94]
5. 2025 - Melhor casal de mestre-sala e porta-bandeira (com Rute - Viradouro) [95]

- Melhores do Carnaval

1. 2025 - Melhor mestre-sala (Viradouro) [96]

- Plumas & Paetês Cultural

1. 2023 - Melhor mestre-sala (Viradouro) [97]

- Prêmio 100% Carnaval

1. 2023 - Melhor mestre-sala (Viradouro) [98]

- Melhores do Carnaval

1. 2025 - Melhor mestre-sala (Viradouro)

- Prêmio Feras da Sapucaí

1. 2022 - Melhor casal de mestre-sala e porta-bandeira (com Rute - Viradouro) [99]

- Troféu Sambario

1. 2019 - Melhor mestre-sala (Viradouro) [100]

- Troféu Tupi Carnaval Total

1. 2025 - Melhor casal de mestre-sala e porta-bandeira (com Rute - Viradouro) [101]

- Troféu Vai Dar Samba

1. 2018 - Melhor casal de mestre-sala e porta-bandeira (com Rute - Viradouro) [102]